# Profile Bluetooth
Istotnym zagadnieniem w standardzie Bluetooth są profile, od których to zależy dalszy rozwój tej techniki komunikacji. Jej twórcy poświęcili bardzo wiele miejsca w dokumentach standaryzacyjnych opisowi szeregu profili aplikacji, czyli ogólnych wymagań stawianych oprogramowaniu, umożliwiającemu realizację różnego typu usług telekomunikacyjnych. Zatem profile służą zapewnieniu kompatybilności między aplikacjami oraz urządzeniami Bluetooth pochodzącymi od różnych producentów. W opisywanym standardzie Bluetooth 1.1 zdefiniowano 13 różnych profili aplikacji oznaczonych symbolami od K1 do K13.
| Nazwa profilu                                                                                | Opis |
| -------------------------------------------------------------------------------------------- | --- |
| K1 – ogólny profil dostępu GAP (Generic Access Profile)                                      | Podstawowy profil dostępu wprowadza definicje, zalecenia i wspólne wymagania dotyczące podstawowych trybów pracy i procedur dostępu. Określa on zachowanie urządzenia w stan oczekiwania i połączenia, które umożliwia zestawienie połączenia pomiędzy urządzeniami Bluetooth, analizę stanu otoczenia i zapewnia odpowiednią poufność. |
| K2 – profil aplikacji wykrywania usług SDAP (Service Discovery Application Profile)          | Profil ten umożliwia identyfikację usług realizowanych w innych urządzeniach ściągnięcie dostępnych informacji dotyczących tych usług. |
| K3 – profil dla telefonii bezprzewodowej CTP (Cordless Telephony Profile)                    | Profil CTP, który definiuje właściwości i procedury wymagane do współpracy pomiędzy różnymi elementami telefonu „trzy w jednym”. Telefon „trzy w jednym" to rozwiązanie wprowadzające dodatkowy tryb pracy telefonu komórkowego jako radiotelefonu bliskiego zasięgu do połączenia z siecią stacjonarną poprzez stację bazową. |
| K4 – profil dla bezprzewodowej komunikacji wewnętrznej IntP (Interkom Profile)               | Profil interkomu definiuje wymagania dla urządzeń Bluetooth dotyczące połączeń bezpośrednich pomiędzy telefonami typu „trzy w jednym" tzw. usługa interkomu. |
| K5 – profil wirtualnego portu szeregowego SPP (Serial Port Profile)                          | Profil portu szeregowego opisuje wymagania związane z realizacją emulowanego radiowego łącza szeregowego np. pomiędzy dwoma komputerami. |
| K6 – profil dla bezprzewodowego zestawu słuchawkowego HP (Headset Profile)                   | Umożliwia jej bezprzewodowe połączenie i pełnienie roli urządzenia wejściowego i wyjściowego dla sygnałów dźwiękowych (audio). |
| K7 – profil usług modemowych DUN (Dial-up Networking Profile)                                | Profil dostępu do sieci stosowany jest przez komputer do uzyskania komputerowego dostępu do Internetu poprzez telefon komórkowy lub modem. |
| K8 – profil usług telefaksowych FP (Fax Profile)                                             | |
| K9 – profil dostępu do sieci lokalnej LAN (LAN Access Profile)                               | Definiuje zestaw procedur zapewniający bezprzewodowy dostęp do sieci LAN. Zdefiniowano trzy typy zastosowań tego profilu: 1. Udostępnianie połączenia z siecią lokalną pojedynczej stacji Bluetooth 2. Klasyczny punkt dostępowy, pozwalający na jednoczesne przyłączenie do sieci Lokalnej większej liczby urządzeń 3. Bezpośrednie połączenie między urządzeniami |
| K10 – ogólny profil wymiany danych w postaci obiektów GOEP (Generic Object Exchange Profile) | W ramach usługi transmisji szeregowej wyodrębniono specjalna grupę profili które precyzują wymagania odnośnie do wymiany danych w podstacji obiektów. Przykładem wykorzystania tego profilu mogą być aplikacje służące do synchronizacji danych, przesyłania danych oraz wymiany informacji. Urządzeniami które najczęściej korzystają z tego typu profili są laptopy, notatniki elektroniczne czy telefony komórkowe. Profil GOEP określa reguły komunikacji typu „wyślij i pobierz” bazując na architekturze klient-serwer. |
| K11 – profil przesyłania obiektów OPP (Object Push Profile)                                  | Profil przesyłania obiektów OPP definiuje trzy podstawowe rodzaje operacji: 1. przesyłanie jednego lub więcej obiektów 2. pobranie tzw. wizytówki biznesowej 3. wymianę wizytówek, rozumianą jako następujące po sobie operacje 1. i 2. Dane przesyłane przez aplikacje oparte na tym profilu są zapisywane w formatach: vCard 2.1, vCalendar, vMessage, vNote. |
| K12 – profil przesyłania plików FTP (File Transfer Profile)                                  | Profil aplikacji transferu plików FTP umożliwia przesyłanie danych w łączu bezprzewodowym. W ramach profilu FTP zdefiniowano następujące rodzaje operacji: - Wybór serwera FTP z listy dostępnych serwerów tzn. pozostających w zasięgu radiowym urządzenia. - Przeglądanie zasobów serwera - Kopiowanie obiektów (pliku lub folderu) z serwera i na serwer. - Kasowanie plików lub folderów oraz zakładanie nowego folderu na serwerze. Stroną inicjującą połączenie jest klient. Aplikacje działające zgodnie z protokołem FTP mają możliwość przesyłania oraz poprawnego interpretowania poleceń protokołu OBEX służących do wyświetlania zawartości folderów. |
| K13 – profil synchronizacji danych SP (Synchronization Profile)                              | Wirtualny port szeregowy stanowi rozszerzenie ogólnego profilu dostępu GAP o elementy konieczne do zapewnienia transmisji w trybie szeregowym. Należą do nich procedury protokołu RFCOMM, zapewniając transport danych oraz, nie podlegający ścisłej standaryzacji moduł emulatora portu szeregowego. Zadaniem emulatora jest ukrycie przed oprogramowaniem użytkownika, bezprzewodowego charakteru łącza. |

## Nowe profile Bluetooth 2.0
| Profil rozszerzonego wykrywania usług ESDP (Extended Service Discovery Profile)            | Profil ten definiuje, jak urządzenia mogą wykorzystywać profil SDP do wykrywania innych urządzeń z wbudowaną obsługą usług Plug and Play oraz zbierania informacji o tych usługach. Profil ten definiuje dalej 3 możliwości, w jaki sposób urządzenie Bluetooth może wspierać usługi Plug and Play wykorzystując stos protokołu Bluetooth: 1. Poprzez warstwę L2CAP lub 2. Stos protokołu IP dla profilu dostępu do sieci osobistej PAN (Personal Area Network) lub 3. Stos protokołu IP dla profilu dostępu do sieci lokalnej LAN (Local Area Network). |
| Profil dostępu do sieci osobistej PAN (Personal Area Networking Profile)                   | Profil PAN opisuje, jak dwa lub więcej urządzeń wyposażonych w Bluetooth może formować sieć ad-hoc oraz jak ten sam mechanizm może być użyty do uzyskania dostępu do zdalnej sieci poprzez sieciowy punkt dostępu. Profil definiuje sieciowy punkt dostępu, grupową sieć ad-hoc i użytkownika sieci osobistej. |
| Profil rodzajowej dystrybucji audio/wideo GAVDP (Generic Audio/Video Distribution Profile) | Profil GAVDP dostarcza podstaw dla A2DP i VDP, podstawowych systemów projektowanych dla dystrybucji strumieni obrazu i dźwięku przy pomocy bezprzewodowej technologii Bluetooth. Typowe użycie tego profilu ma miejsce, kiedy przenośne urządzenie odtwarzające jest inicjatorem, a zestaw słuchawkowy akceptorem. |
| Profil zaawansowanej dystrybucji audio A2DP (Advanced Audio Distribution Profile)          | Profil A2DP opisuje, jak dźwięk stereofoniczny może być transmitowany ze źródła do odbiornika. Profil definiuje role zarówno źródła, jak i odbiornika. Typowy schemat aplikacyjny dla tego profilu mógłby wyglądać następująco: źródłem dźwięku jest odtwarzacz plików muzycznych, a odbiornikiem bezprzewodowy zestaw słuchawkowy. A2DP definiuje protokoły i procedury realizujące dystrybucję dźwięku wysokiej jakości w trybie mono- lub stereofonicznym poprzez kanały ACL. |
| Profil dystrybucji wideo VDP (Video Distribution Profile)                                  | Profil VDP definiuje, jak urządzenie transmituje obraz ruchomy poprzez bezprzewodową technologię Bluetooth. Przykłady użycie to streaming zmagazynowanego wcześniej filmu z komputera PC do przenośnego odtwarzacza albo z kamery cyfrowej do telewizora. |
| Profil zdalnego sterowania audio/wideo AVRCP (Audio/Video Remote Control Profile)          | Profil AVRCP dostarcza standardowego interfejsu do sterowania telewizorami, sprzętem hi-fi itp. Profil ten pozwala użytkownikowi na kontrolę wszystkich urządzeń audio/wideo, do których ma on dostęp, przy pomocy jednego pilota zdalnego sterowania (lub innego urządzenia pełniącego tę funkcję). AVRCP definiuje sposób kontroli strumieniowego obrazu i dźwięku, to znaczy pauzowanie, zatrzymywanie, włączanie odtwarzania, oraz kontrolę głośności oraz inne operacje, które mogą zostać wykonane przy pomocy pilota zdalnego sterowania. |
| Profil “wydruku bez kabla” HCRP (Hard Copy Cable Replacement Profile)                      | Profil HCRP definiuje, jak, poprzez bezprzewodowe łącze Bluetooth, wykonywane jest drukowanie oparte na sterownikach. Profil ten definiuje role klienta i serwera. Klientem jest urządzenie zawierające sterownik dla serwera, na którym klient chce drukować. Powszechną konfiguracją sprzętową jest komputer PC (klient) drukujący, z wykorzystaniem sterownika, na drukarce pełniącej rolę serwera. Dostarcza to prostej bezprzewodowej alternatywy dla połączenia kablowego pomiędzy urządzeniem a drukarką. HCRP nie reguluje standardu co do faktycznej komunikacji z drukarką, więc dla każdego modelu drukarki konieczne jest zainstalowanie odpowiednich sterowników. |
| Profil podstawowego obrazowania BIP (Basic Imaging Profile)                                | Profil BIP definiuje, jak urządzenie obrazujące może być zdalnie sterowane, jak może drukować oraz jak może przesyłać obrazy do urządzenia magazynującego. Przykładem użycia może być telefon komórkowy sterujący migawką aparatu fotograficznego. |
| Profil podstawowego drukowania BPP (Basic Printing Profile)                                | Profil BPP pozwala urządzeniom wysyłać tekst, e-maile, wizytówki, obrazy, itp. do drukarki. Profil ten różni się od HCRP tym, że nie wymaga zainstalowanych sterowników dla konkretnej drukarki. Sprawia to, że jest on odpowiedni dla takich urządzeń, jak telefon komórkowy czy aparat cyfrowy, w których nie można łatwo uaktualnić sterowników zależnych od producenta drukarki. |
| Profil wspólnego dostępu do sieci ISDN CIP (Common ISDN Access Profile)                    | Profil CIP definiuje zaopatrzenie w usługi ISDN poprzez Bluetooth w sposób, który pozwala interfejsom aplikacyjnym być implementowanymi bez utraty wstecznej kompatybilności z już istniejącymi aplikacjami ISDN opartymi na CAPI (Common-ISDN-Application Programming Interface). |
| Profil “wolne ręce” HFP (Hands-Free Profile)                                               | Profil HFP opisuje, jak urządzenie bramy wejściowej może być użyte do wykonywania i odbierania rozmów poprzez urządzenie niewymagające używania rąk. Typową konfiguracją dla tego profilu jest samochód używający telefonu komórkowego jako bramy wejściowej. Zainstalowane w samochodzie głośniki od radia służą do odbioru, a mikrofon do nadawania sygnału mowy w czasie prowadzonej rozmowy. W środowisku domowym lub biurowym HFP może być również stosowany poprzez komputer PC pełniący rolę słuchawki telefonicznej telefonu komórkowego. |
| Profil urządzeń interfejsu człowiek-maszyna HID (Human Interface Device Profile)           | Profil HID definiuje protokoły, procedury oraz opcje używane przez urządzenia HID z Bluetoothem, takie jak klawiatury, urządzenia wskazujące, manipulatory do gier oraz urządzenia zdalnego monitoringu. |
| Profil dostępu do karty SIM SAP (SIM Access Profile)                                       | Profil SAP pozwala urządzeniom, takim jak telefony samochodowe z wbudowanym nadajnikiem-odbiornikiem GSM, łączyć się z kartą SIM w telefonie wyposażonym w łącze Bluetooth. W takiej sytuacji telefon samochodowy nie potrzebuje już osobnej karty SIM. |